# نيزة سفلي
نيزة سفلي هي قرية في مقاطعة سردشت، إيران. يقدر عدد سكانها بـ 18 نسمة بحسب إحصاء 2016.